# Lac Éliane
Le lac Éliane est un lac situé au nord à l'extrémité nord de la péninsule Loranchet sur la Grande Terre, l'île principale des Kerguelen dans les Terres australes et antarctiques françaises.

## Géographie

### Situation
Le lac Éliane est situé pratiquement à l'extrémité nord de la péninsule Loranchet. De la forme lenticulaire, il s'étend sur environ 660 mètres de longueur et 415 mètres de largeur maximales et est situé à environ 40 m d'altitude dans une dépression formée dans le relief des montagnes environantes. Il est alimenté par l'eau de pluie et de fonte des neiges des deux sommets qui l'encadrent : le mont Havergal (552 m) à l'est ; et un sommet non nommé (506 m) à l'ouest. Son excédent s'écoule par un torrent exutoire directement dans l'océan Indien au niveau de l'anse de l'Écume.

### Toponyme
Le lac doit son nom – attribué en 1967 par la commission de toponymie des îles Kerguelen – au prénom de l'épouse de l'ingénieur Pierre Cormier qui a effectué pour l'Institut géographique national (IGN) les relevés topograhiques de la péninsule Loranchet en 1964 et 1965.